# Isocyanure d'hydrogène
Pour les articles homonymes, voir HNC.
L'isocyanure d'hydrogène est un composé chimique de formule HNC. Ce zwitterion est un tautomère mineur du cyanure d'hydrogène HCN qui relève essentiellement de l'astrochimie, étant universellement répandu dans le milieu interstellaire. HNC possède un moment dipolaire de 3,05 D, contre 2,98 D pour HCN, des valeurs aussi élevées facilitant l'observation astronomique de ces molécules.
L'isocyanure d'hydrogène est présent essentiellement dans les nuages moléculaires denses, où il se forme essentiellement par recombinaison dissociative du cyanure d'hydrogène protoné HCNH+ et du CNH2+, et est détruit essentiellement par réaction avec les cations trihydrogène H3+ et carbone C+.